# Eric Björkander
Eric Björkander (sinh ngày 11 tháng 6 năm 1996) là một cầu thủ bóng đá người Thụy Điển thi đấu cho Mjällby ở vị trí hậu vệ.